# Šibelji
Šibelji – wieś w Słowenii, w gminie Komen. W 2018 roku liczyła 11 mieszkańców.